# Sosnowka
Sosnowka – miasto w Rosji, w obwodzie kirowskim. W 2010 roku liczyło 11 960 mieszkańców.